# Астріда Бейнаре
Астріда Бейнаре (латв. Astrīda Beināre, 14.12.1937 – 10.11.2016 ) – латвійська письменниця, член Спілки письменників Латвії.

## Біографія
Астріда Бейнаре народилася 14 лютого 1937 року у Ризі. Після отримання загальної середньої освіти, продовжила навчання у Ризькому технікумі працівників культури та освіти, який закінчила у 1958 році.
З 1958 по 1963 рік навчалася у Латвійському університеті на кафедрі німецької мови історико-філологічного факультету. 
Після закінчення університету, працювала вчителем німецької мови; була літературним консультантом студентських журналів.
Перше оповідання під назвою «Лієпа» було опубліковано у 1985 році у журналі «Школа і родина».
У 1992 році вийшов найвідоміший роман письменниці «Монастир Ризької Богоматері», який згодом був перевиданий у США.
В подальшому виходять романи: «Ангел-охоронець Боттічеллі: Легенда про божественну енергію», 2002; «Каупо і Святий Грааль», 2006.
Померла А. Бейнаре 10 листопада 2016 року у м. Сігулда.

## Екранізації творів
У 1996 році за мотивами роману «Монастир Ризької Богоматері» режисером Алоїзом Бренчем був знятий фільм «Анна».

## Нагороди
- Премія Латвійського фонду культурного капіталу «Сяйво», 1990;

- медаль Папи Іоанна Павла ІІ, 1992;

- премія Люда Берзіня, 1994[6].